# Hoofdklasse (voetbal Noord-Holland)
De Hoofdklasse was van 1969 tot 1996 het hoogste voetbalniveau die de Noordhollandsche Voetbalbond organiseerde. Met de opheffing van de NHVB, hield de Hoofdklasse in 1996 op te bestaan en werden de clubs allen geplaatst in de Vijfde klasse bij de KNVB.

## Kampioenen
| Jaar    | Club                  | Gemeente       |
| ------- | --------------------- | -------------- |
| 1969/70 | SC Spirit '30         | Drechterland   |
| 1970/71 | RKVVS                 | Opmeer         |
| 1971/72 | SV Ilpendam           | Waterland      |
| 1972/73 | SV De Rijp            | Alkmaar        |
| 1973/74 | MSV Zeemacht          | Den Helder     |
| 1974/75 |                       |                |
| 1975/76 | VV Zeevogels          | Bergen         |
| 1976/77 | RKVV Zwaagdijk        | Medemblik      |
| 1977/78 | SV Spartanen          | Medemblik      |
| 1978/79 |                       |                |
| 1979/80 | HFC Helder            | Den Helder     |
| 1980/81 | VV Wieringerwaard     | Hollands Kroon |
| 1981/82 |                       |                |
| 1982/83 |                       |                |
| 1983/84 | SV Always Forward     | Hoorn          |
| 1984/85 |                       |                |
| 1985/86 |                       |                |
| 1986/87 |                       |                |
| 1987/88 |                       |                |
| 1988/89 | ASV Go Ahead'18       | Alkmaar        |
| 1989/90 | PSCK                  | Zaanstad       |
| 1990/91 | ASV De Flamingo's '64 | Alkmaar        |
| 1991/92 | VV De Zouaven         | Stede Broec    |
| 1992/93 | SC Dynamo             | Koggenland     |
| 1993/94 | VV Egmondia           | Bergen         |
| 1994/95 | VV KGB                | Stede Broec    |
| 1995/96 | VV RCZ                | Zaanstad       |